# Historia Żydów w Guben i Gubinie
Historia Żydów w Guben i Gubinie

## Wprowadzenie
Miasto Gubin/Guben powstało ze słowiańskiej osady, a w 1235 otrzymało prawa miejskie. Należało w przeszłości do Królestwa Czech, Saksonii i Prus. Sukiennictwo i kapelusznictwo były branżami przemysłu, które miały istotny wpływ na rozwój miejscowości. Wraz z przeprowadzeniem granicy państwowej na Nysie Łużyckiej nastąpił podział miasta na polskie Gubin i niemieckie Guben. Pełna nazwa Guben od 1961 do 1990 brzmiała Miasto Wilhelma Piecka Guben (Wilhelm-Pieck-Stadt-Guben). Chciano w ten sposób uhonorować pierwszego prezydenta NRD, Wilhelma Piecka, który urodził się w tym mieście w 1876. Od początku lat 90. XX wieku trwa ożywiona współpraca transgraniczna obu miast, których wspólna nazwa brzmi obecnie Euromiasto Gubin/Guben.

## O historii Żydów w Guben
Obecność Żydów w Guben i Gubinie wykazano już na początku XIV wieku. W dokumentach zachowała się informacja z XV w. o Żydowskiej uliczce Judengasse, ale jej lokalizacji nie udało się jednoznacznie ustalić. Możliwe, że znajdowała się ona na wschód od Nysy (fragment dzisiejszej ulicy Kochanowskiego). Żydzi w dawnym Guben najczęściej trudnili się handlem: byli kupcami lub właścicielami sklepów. Przykładowo można tu wymienić: sklepy z materiałami Hermana Meiera, Louisa Kaysera i Louisa Peisera oraz sklep obuwniczy J. Podschubskiego i sklep kapeluszniczy Heinricha Kronheima. Na przełomie XIX i XX wieku dołączyli do nich adwokaci i lekarze. Przykładem mogą być adwokaci: Gustav Marcus, Fritz Salomon, Walher Hesse oraz lekarze dr Siegfried Goldschmidt i dr Ernst Kaplan. Żydzi byli również właścicielami znaczących firm takich jak Berlin-Gubener Hutfabrik AG (Berlińsko-Gubeńska Fabryka Kapeluszy S.A.) i garbarnia
W 1818 w powiecie gubeńskim żyło zaledwie 19 Żydów, w 1840 99, a w 1859 172. W 1859 na 14.209 mieszkańców miasta żyło 113 Żydów, a w 1933 liczba gubeńskich Żydów wzrosła do 202. Przed II wojną światową, w maju 1939 przeprowadzono spis powszechny, według którego w Guben mieszkało 98 Żydów, spośród których nie wszyscy przynależeli do synagogi, a kilku z nich przeszło na chrześcijaństwo. Przed rozpoczęciem drugiej wojny światowej pewnej liczbie Żydów udało się uciec z Niemiec. Do Anglii wyjechał Heinz Kronheim i jego córka Irene, która mieszka w USA. Do Południowej Afryki uciekł Heinz Engel. Do Anglii przeniosła się również rodzina producenta skóry, Ludwiga Meyera, a do Australii dotarła Rita Greiner, z domu London. Do nazistowskich gett i obozów koncentracyjnych wywieziono ostatnich Żydów z Guben w połowie 1942. Prawie wszyscy zostali wymordowani. Po II wojnie światowej w Guben było jeszcze dwóch Żydów, ale po niedługim czasie opuścili miasto. Naziści zniszczyli całkowicie istniejącą dotąd w mieście gminę żydowską.

## Cmentarz żydowski

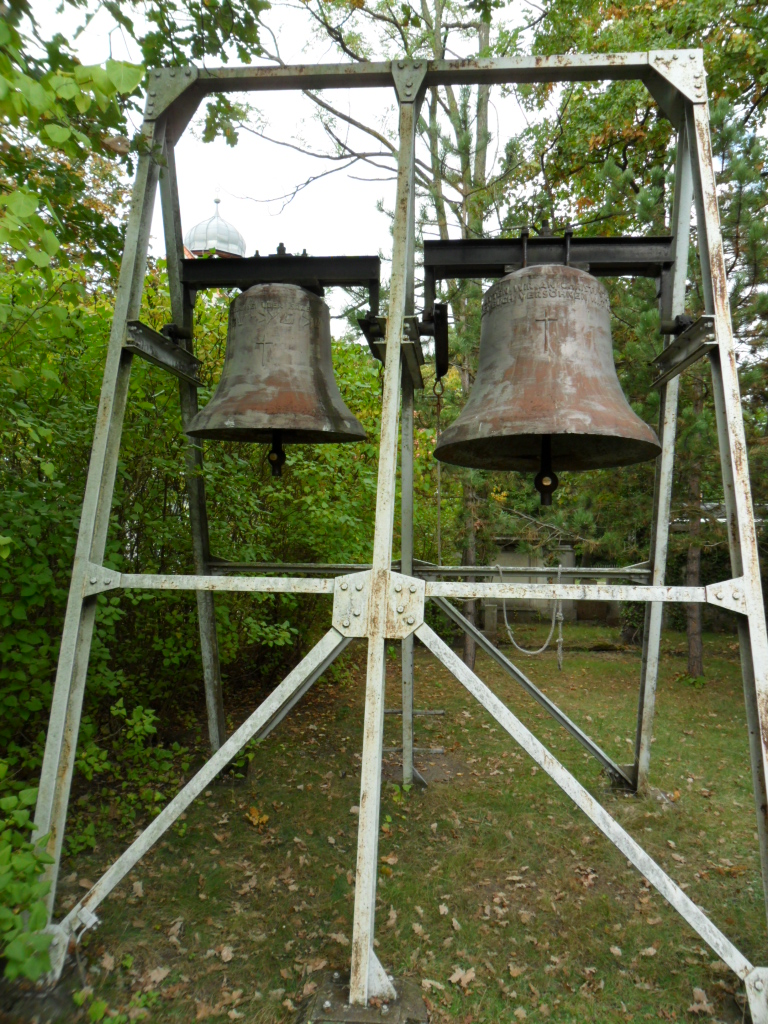
Dzwony

Istniejący od 1839 cmentarz żydowski znajduje się w dzielnicy Reichenbach na wzgórzu Reichenbacher Berg (na zachód od Nysy). Jest tam 140 grobów, a cmentarz jest jednym z najlepiej utrzymanych cmentarzy żydowskich Brandenburgii. Na terenie cmentarza znajduje się kostnica, która została wzniesiona w 1911, a za nią budynek mieszkalny dawnego stróża cmentarnego. Stoi tam również pomnik odsłonięty w 1921 ku czci żołnierzy pochodzących z gminy żydowskiej poległych podczas pierwszej wojny światowej. Osobliwością na cmentarzu są zamontowane w 1966 dwa dzwony. Są to przypuszczalnie jedyne dzwony na świecie na żydowskim cmentarzu. Cmentarz często odwiedzają rodziny Żydów pochodzących z Guben w poszukiwaniu własnych korzeni. 

## Wystąpienia przeciwko Żydom
Sporadyczne wystąpienia antysemickie miały miejsce przed przejęciem władzy przez nazistów. 24 stycznia 1899 w jednym z gubeńskich lokali odbyło się antysemickie zgromadzenie, w którym brał udział poseł Reichstagu. Na spotkaniu pojawiło się ponad 25 słuchaczy. Około 1900 powstała grupa narodowego antysemickiego związku zawodowego, do którego Żydzi nie mieli prawa wstępu. Po I wojnie światowej aktywny był także antysemicki Narodowy Związek Ochrony i Obrony. Po dojściu nazistów do władzy w 1933 rozpoczęły się systematyczne działania wymierzone przeciwko Żydom. W sklepach prowadzonych przez Żydów wybijano szyby, a żydowscy mieszkańcy miasta byli nękani przez SA i SS. Wielu z nich zostało aresztowanych i wywiezionych do obozu w Sachsenhausen. Tam znęcano się nad częścią z nich, a po kilku tygodniach lub miesiącach byli zwalniani. Miało to spowodować zastraszenie i skłonić Żydów do emigracji z Niemiec.

## Gubeński obóz koncentracyjny
W gubeńskich zakładach przemysłowych i rolnictwie od jesieni 1939 wykorzystywano polskich jeńców wojennych. Byli oni zgromadzeni w obozie założonym na północnym krańcu miasta w pobliżu dawnego parku Këniga. Dla żydowskich kobiet i dziewcząt, które trafiły do Guben bezpośrednio z Oświęcimia zorganizowano obóz w sąsiedztwie obozu jeńców wojennych. Przebywało w nim około 1000 robotnic przymusowych. Były one wykorzystywane do pracy w fabryce, która produkowała elementy elektryczne do budowy samolotów. Obóz został rozwiązany na początku lutego 1945, a więźniów skierowano na tzw. marsz śmierci do Bergen-Belsen. Tylko niewielu z nich przeżyło.

## Pamięć o Żydach w Gubinie/Guben
W Gubinie i Guben dopiero na początku lat 90. XX wieku pojawiły się różne formy pamięci o Żydach. Jednej z ulic w 1993 nadano nazwę ku czci nadburmistrza Guben dr Alfreda Glucksmanna „Dr-Glucksmann-Straβe”, a dawny dom rodziny właściciela garbarni Ludwiga A. Meyera został 24 lutego 1996 uroczyście otwarty jako Niemiecko-Słowiańskie Centrum Kultury. W dawnej głównej siedzibie fabryki Berlin-Gubener Hutfabrik AG (dzisiejsze Plastynarium) odsłonięto tablicę pamiątkową, która przypomina żydowskich założycieli fabryki kapeluszy i żydowskie kobiety i dziewczęta pracujące w niej od połowy 1944 do początku lutego 1945. 8 stycznia 1998 na cmentarzu żydowskim w Guben odsłonięto kamień pamiątkowy ufundowany przez parafię ewangelicką. Jest on poświęcony wszystkim tym Żydom z Guben, którzy ponieśli śmierć w nazistowskich gettach i obozach koncentracyjnych, a nie mogli zostać pochowani na tym cmentarzu. Widnieje na nim napis w języku hebrajskim i niemieckim: „Wypędzeni, wywiezieni, zamordowani. Żydowskim obywatelom miasta Guben, którzy nie spoczywają w tym miejscu”.